# Jožko Gerdol
Jožko Gerdol, radijski napovedovalec, kulturni delavec, * 29. maj 1925, Trst, † 19. marec 2021, Trst.

## Življenje in delo
Jožko Gerdol (tudi Joško, saj uradno ime je bilo Giuseppe, kajti fašistične oblasti v Italiji niso dovolile neitalijanskih imen), se je rodil v Trstu v okraju Rocol, oče je bil Mario, zidar in podjetnik, mati je bila Jožefa (rojena Gerdol), perica. Družina je bila velika, saj se je rodilo osem otrok, preživeli pa so le trije. Jožko je obiskoval slovenski osnovni vrtec (upravljala ga je Cirilmetodova družba) na Rocolu, leta 1928 pa so fašistične oblasti ukinile vse slovenske ustanove, zato je osnovno šolo opravil v italijanščini. Nato je leta 1936 kot desetletni otrok odšel v malo semenišče v Gorici, kjer je obiskoval gimnazijo, a so že po treh letih premestili vse študente iz tržaške škofije iz goriškega malega semenišča v koprsko. Leseni leta 1945 se je vpisal v peti razred slovenske realne gimnazije v Trstu in je bil leto kasneje med prvimi maturanti v sklopu obnovljenega slovenskega šolskega sistema na Tržaškem, ki je bil tedaj pod upravo anglo-ameriških zavezniških sil v Svobodnem tržaškem ozemlju. Po maturi se je vpisal na učiteljski tečaj, ki so ga financirali Angloameričani, da bi usposobili nov vzgojiteljski kader slovenskih šol v Trstu. Istočasno je sodeloval na najrazličnejših kulturnih prireditvah in še posebno rad se je ukvarjal z gledališčem, tako so ga leta 1949 prosili, če bi lahko sodeloval z Radiem Trst A (igral je tudi za skupino Radijskega odra), kjer so ga leta 1951 stalno zaposlili kot napovedovalca. Radijski napovedovalec je ostal do leta 1980, nato je na radijski ustanovi RAI napredoval do mesta koordinatorja napovedovalcev in igralcev bodisi italijanskega kot slovenskega oddelka. Upokojil se je leta 1987.
Jožko Gerdol je bil vedno vključen v kulturni utrip Slovencev na tržaškem. Tako je bil kot univerzitetni študent dejaven v akademskem društvu Jadran. Ob ustanovitvi Slovenskega dobrodelnega društva - SDD so ga povabili k sodelovanu, tako je marca 1948 postal prvi tajnik SDD in je bil mnogo let v upravnem odboru društva.
Jožko Gerdol je bil v domači cerkvi na Katinari več let strežnik, tako da ga je tudi župnik g. Anton Piščanec spodbujal, da je nadaljeval šolanje. Ko je bil šestleten otrok je v cerkvi opazoval, kako jo je umetnik Tone Kralj poslikal od meseca maja do oktobra leta 1931. Tako je kaseje Jožko Gerdol tudi izdal dve knjigi o svoji župniji: leta 1993 je župnijska skupnost založila dvojezično knjižico v slovenščini in italijanščini (COBISS), nato je založba Mladika leta 2005 izdala razširjeni zgodovinski pregled župnije z naslovom Župnija in cerkev presvete Trojice na Katinari = La parrocchia e la chiesa della ss. Trinità di Cattinara (COBISS). V domači cerkvi je sodeloval tudi v cerkvenem pevskem zboru in v najrazličnejših prireditvah, ki jih je župnijska skupnost organizirala.